# Paulatuk
| Paulatuk Paulatuuq                   |                         |
|                                      |                         |
| Coordenadas: 69°21′05"N, 124°04′10"O |                         |
| Território                           | Territórios do Noroeste |
| Prefeito                             | Ray Ruben Sr.           |
|                                      |                         |
| Área                                 |                         |
| - Cidade                             | 66,76 km², 25,78 mi²    |
| Altitude                             | 5 m, 16 ft              |
| Fuso horário                         | UTC -7/-6               |
| População (2010)                     |                         |
| - Cidade                             | 311                     |
| - Densidade                          | 4,4 hab/km², 11 hab/mi² |
| Website: paulatuk.lgant.ca/          |                         |

Paulatuk é uma vila localizada na Região de Inuvik, nos Territórios do Noroeste, Canadá. 

## Ligações Externas
- Governos e Localidades Regionais de Paulatuk[ligação inativa]